# Даймонд, Элис
Элис Даймонд (англ. Alice (Annie) Diamond, урождённая Alice Elizabeth Black; 1896—1952) — английская профессиональная преступница, связанная с организованной кражей в магазинах Англии, участница банды «40 слонов».

## Биография
Родилась 22 июня 1896 года в Лондоне в  Lambeth Workhouse Hospital у Томаса Даймонда (Thomas Diamond) и Мэри Блейк (Mary Ann Alice Blake). Родители дали ей фамилию Black. Отец Элис имел несколько судимостей; мать, урождённая Mary Geary, позже взяла фамилию Blake. Элис была старшей из семи детей; младшая сестра Луиза позже присоединилась к банде, лидером которой стала Элис; брат Томми стал одним из участников уличной банды Elephant and Castle Mob.
Криминальная карьера Элис Даймонд началась в 1912 году, через короткое время возглавила банду «40 слонов», став преемницей Mary Carr. Она была умелым организатором краж в лондонском Вест-Энд, а когда там стало «жарко», распространила свои действия на другие города Англии. Ее подругой и главной подельницей была Мэгги Хилл, сестра гангстера Билли Хилла, получившего имя Boss of Britain's Underworld.
Хотя Элис, Мэгги и другие «Слонихи» иногда отбывали тюремное заключение, они полагали, что риск стоил того, чем они занимаются. Альтернатива жить в бедности была не для них. Воровки могли надевать шикарные вещи, оцениваемые в сотни фунтов, украденные в престижных магазинах Лондона. Элис выделялась большой комплекцией, имея рост более пяти футов и восьми дюймов в то время, когда средний рост английского мужчины составлял пять футов шесть дюймов. Она обожала бриллианты и на пальцах носила кольца с этим драгоценным камнем. Таким украшенным кулаком она могла нанести удар, которому мог бы позавидовать мужчина. За свою деятельность она стала известна как Queen of the Forty Thieves и Diamond Annie.
Когда Элис в 1925 году снова попала в тюрьму, она продолжила командовать бандой из тюремной камеры. Новую королеву её подельницы выбирать не стали, и преступная деятельность банды стала сходить на нет. Выйдя на свободу, Элис попыталась вновь сплотить воровок, но успеха это не принесло.
Во время Второй мировой войны она не стала эвакуироваться из Лондона и жила в нем до конца жизни, став содержательницей борделя.
Умерла 1 апреля 1952 года в Лондоне от рассеянного склероза. 
Элис Даймонд никогда не была замужем, но имела отношения с Бертом Макдональдом, одним из лидеров банды Elephant and Castle Mob.